# Kirsten Wild
Kirsten Wild (Almelo, 15 ottobre 1982) è un'ex ciclista su strada e pistard olandese, attiva tra le Elite UCI dal 2004 al 2021. Su strada si è specializzata come velocista, vincendo l'argento in linea ai campionati del mondo 2016 a Doha, due Gand-Wevelgem e due RideLondon Classique; su pista si è invece aggiudicata il bronzo nell'omnium ai Giochi olimpici di Tokyo 2020, nove titoli mondiali, tre nello scratch e nell'americana, due nell'omnium e uno nella corsa a punti, e otto titoli europei.

## Carriera
Debutta nelle gare internazionali su strada nel 2004, con il team UCI olandese @Home. Nel 2006 ottiene le prime vittorie UCI, aggiudicandosi l'Omloop door Middag-Humsterland e la classifica finale dello Ster Zeeuwsche Eilanden, e il primo podio in una gara di Coppa del mondo, al Rotterdam Tour; partecipa inoltre per la prima volta ai campionati del mondo Elite. Nelle stagioni seguenti si impone come una delle migliori velociste al mondo, tanto da concludere la Coppa del mondo 2008 al settimo posto e quella 2009, anche grazie alla vittoria nel Rund um die Nürnberger Altstadt in Germania, al terzo. In quello stesso 2009 conquista il prologo e una tappa al Giro d'Italia, alcune gare a tappe UCI e il secondo posto in volata al Giro delle Fiandre.
Nel 2010 si impone in numerose semiclassiche di inizio stagione e soprattutto nell'Open de Suède Vargarda, valido per la Coppa del mondo (in cui conclude ancora terza). L'anno seguente, dopo aver vinto già alcuni titoli nazionali su pista, ottiene i primi piazzamenti nelle gare internazionali su pista, e tra essi il terzo posto nell'omnium ai campionati del mondo di Apeldoorn; su strada ottiene invece un solo successo UCI, imponendosi per la quarta volta consecutiva all'Omloop van Borsele. Nel 2012, oltre a cogliere nuove vittorie in volata su strada, partecipa per la prima volta ai Giochi olimpici, a Londra: gareggiando su pista, conclude sesta sia nell'omnium che nell'inseguimento a squadre.
Nel biennio 2013-2014 ottiene ancora molti successi su strada: una tappa al Giro d'Italia, due edizioni del Tour of Qatar (che si aggiungono alle due edizioni vinte nel 2009 e 2010) e il Tour of Chongming Island valido per la Coppa del mondo 2014 (in cui conclude al quinto posto assoluto). Nel 2015 conquista il titolo mondiale nello scratch su pista, ed è bronzo iridato nell'omnium; su strada ottiene ancora numerose vittorie in volata, come anche nel 2016, in cui fa sue una tappa del Tour of California e la Prudential Ride London Grand Prix, gare valide per il neonato World Tour femminile, e soprattutto la medaglia d'argento nella prova in linea ai campionati del mondo su strada di Doha, alle spalle della danese Amalie Dideriksen. Sempre nel 2016 è medaglia d'argento mondiale nello scratch e olimpionica a Rio de Janeiro, concludendo al sesto posto la due giorni dell'omnium.
Nel 2017 vince quattro gare su strada, tra cui una frazione del Tour of Chongming Island; su pista è invece argento nell'omnium e bronzo nella corsa a punti ai campionati del mondo a Hong Kong, e campionessa europea nella corsa a eliminazione. Sempre sulla pista inizia molto bene la stagione 2018, aggiudicandosi quattro medaglie nella rassegna iridata di Apeldoorn: vince infatti i titoli nello scratch, nell'omnium e nella corsa a punti, ed è medaglia d'argento nell'americana in coppia con Amy Pieters.

## Palmarès

### Strada
- 2006 (AA Drink Cycling Team, quattro vittorie)

Omloop door Middag-Humsterland
2ª tappa Ster Zeeuwsche Eilanden (Middelburg > Vlissingen)
3ª tappa Ster Zeeuwsche Eilanden (Kamperland > Renesse)
Classifica generale Ster Zeeuwsche Eilanden
- 2007 (AA Drink Cycling Team, cinque vittorie)

2ª tappa Tour de Pologne (Łódź > Łódź)
3ª tappa Tour de Pologne (Grójec > Rawa Mazowiecka)
4ª tappa Tour de Pologne (Myszków > Myszkow)
Classifica generale Tour de Pologne
3ª tappa Holland Tour (Apeldoorn > Apeldoorn)
- 2008 (AA Drink Cycling Team, quattro vittorie)

Omloop Het Nieuwsblad
Omloop van Borsele
1ª tappa Ster Zeeuwsche Eilanden (Vlissingen, cronometro)
Kasseien Omloop Exloo
- 2009 (Cervélo TestTeam Women, tredici vittorie)

Classifica generale Tour of Qatar
Omloop van Borsele
Grote Prijs Stad Roeselare
1ª tappa Tour du Grand Montréal (Chateauguay > Chateauguay)
2ª tappa Tour du Grand Montréal (Granby > Granby)
4ª tappa Tour du Grand Montréal (Little Italy District > Little Italy District)
Classifica generale Tour du Grand Montréal
Prologo Giro d'Italia (Scarperia)
9ª tappa Giro d'Italia (Grumo Nevano > Grumo Nevano)
1ª tappa Holland Tour (Nunen > Gerwen)
3ª tappa Holland Tour (Gieten > Gieten)
4ª tappa Holland Tour (Rijssen > Rijssen)
Rund um die Nürnberger Altstadt
- 2010 (Cervélo TestTeam Women, quattordici vittorie)

3ª tappa Tour of Qatar (Doha > Doha)
Classifica generale Tour of Qatar
Gran Prix International Dottignies
Ronde van Gelderland
Omloop van Borsele
Grote Prijs Stad Roeselare
2ª tappa Tour of Chongming Island (Chongxi > Chongxi)
1ª tappa Ster Zeeuwsche Eilanden (Vlissingen > Vlissingen)
2ª tappa Ster Zeeuwsche Eilanden (Middelburg > Vlissingen)
Classifica generale Ster Zeeuwsche Eilanden
Open de Suède Vargarda
4ª tappa Holland Tour (Diepenheim > Diepenheim)
5ª tappa Holland Tour (Rijssen > Rijssen)
4ª tappa Giro della Toscana (Campi Bisenzio)
- 2011 (AA Drink, una vittoria)

Omloop van Borsele
- 2012 (AA Drink-Leontien.nl, nove vittorie)

1ª tappa Tour of Qatar (Camel Race Track > Al Khor)
3ª tappa Tour of Qatar (Doha > Doha)
4ª tappa Energiewacht Tour (Winsum> Winsum)
3ª tappa Ster Zeeuwsche Eilanden (Westkapelle > Westkapelle)
Classifica generale Ster Zeeuwsche Eilanden
2ª tappa O cenu Českého Švýcarska (Jiříkov > Jiříkov)
1ª tappa Belgium Tour (Nijlen > Nijlen)
2ª tappa Belgium Tour (Dendermonde > Dendermonde)
3ª tappa Holland Tour (Leerdam > Leerdam)
- 2013 (Argos-Shimano, sedici vittorie)

2ª tappa Tour of Qatar (Camel Race Track > Al Khor)
3ª tappa Tour of Qatar (Al Thakhira > Madinat ash Shamal)
4ª tappa Tour of Qatar (Sealine Beach Resort > Doha)
Classifica generale Tour of Qatar
Grote Prijs Stad Waregem
Gand-Wevelgem
1ª tappa Energiewacht Tour (Winschoten > Winschoten)
2ª tappa Energiewacht Tour (Pekela > Veendam)
3ª tappa, 2ª semitappa Energiewacht Tour (Appingedam > Appingedam)
4ª tappa Energiewacht Tour (Oldorp > Uithuizen)
Ronde van Gelderland
1ª tappa Giro d'Italia (Giovinazzo > Margherita di Savoia)
2ª tappa Belgium Tour (Honnelles > Honnelles)
3ª tappa Belgium Tour (Nijlen > Nijlen)
1ª tappa Holland Tour (Roden > Roden)
3ª tappa Holland Tour (Leerdam > Leerdam)
- 2014 (Team Giant-Shimano, quattordici vittorie)

1ª tappa Tour of Qatar (Museum of Islamic Art > Mesaieed)
3ª tappa Tour of Qatar (Katara > Al Khor)
4ª tappa Tour of Qatar (Sealine Beach Resort > Doha)
Classifica generale Tour of Qatar
Novilon EDR Cup
1ª tappa Energiewacht Tour (Delfzijl > Delfzijl)
2ª tappa Energiewacht Tour (Wedde > Wedde)
Ronde van Gelderland
1ª tappa Tour of Chongming Island (Chongming > Qidong)
2ª tappa Tour of Chongming Island (Chongxi > Chongxi)
Classifica generale Tour of Chongming Island
Tour of Chongming Island World Cup
4ª tappa Route de France (Cloyes-sur-le-Loir > Châlette-sur-Loing)
6ª tappa Route de France (Pougues-les-Eaux > Varennes-sur-Allier)
- 2015 (Hitec Products, dieci vittorie)

Novilon EDR Cup
4ª tappa Energiewacht Tour (Stadskanaal > Stadskanaal)
Ronde van Gelderland
Omloop van Borsele
1ª tappa Tour of Chongming Island (Chongbei > Chongbei)
2ª tappa Tour of Chongming Island (Chongxi > Chongxi)
Classifica generale Tour of Chongming Island
Grand Prix Cycliste de Gatineau
Omloop van de IJsseldelta
4ª tappa Tour de Bretagne (Plonéour-Lanvern > Pouldreuzic)
- 2016 (Hitec Products, sei vittorie)

1ª tappa Tour of Qatar (Doha > Doha)
4ª tappa, 1ª semitappa Energiewacht Tour (Zuidhorn > Zuidhorn)
5ª tappa Energiewacht Tour (Borkum > Borkum)
Tour de Yorkshire
4ª tappa Tour of California (Sacramento > Sacramento)
Prudential Ride London Grand Prix
- 2017 (Cylance Pro Cycling, quattro vittorie)

2ª tappa Santos Tour (Adelaide > Adelaide)
4ª tappa Santos Tour (Adelaide > Adelaide)
1ª tappa Tour of Chongming Island (Chongming Xincheng Park > Chongming Xincheng Park)
2ª tappa Holland Tour (Eibergen > Arnhem)
- 2018 (Wiggle-High 5, cinque vittorie)

3ª tappa, 1ª semitappa Healthy Ageing Tour (Oldambt > Winschoten)
3ª tappa Tour of Chongming Island (Chongming Xincheng Park > Chongming Xincheng Park)
1ª tappa Tour de Yorkshire (Chongming Xincheng Park > Chongming Xincheng Park)
2ª tappa Giro d'Italia (Ovada > Ovada)
RideLondon Classique
- 2019 (WNT-Rotor Pro Cycling, sei vittorie)

Driedaagse Brugge-De Panne
Gand-Wevelgem
3ª tappa Healthy Ageing Tour (Musselkanaal > Musselkanaal)
5ª tappa Healthy Ageing Tour (Midwolda > Midwolda)
1ª tappa Tour de Bretagne (Val d'Anast Maure-de-Bretagne › Goven)
2ª tappa Tour de Bretagne (Plouay › Pontivy)

#### Altri successi
- 2005 (@Work, una vittoria)

Campionato distrettuale dell'Olanda orientale, prova in linea
- 2004 (@home cycling team)

Classifica giovani Holland Tour
- 2006 (AA Drink Cycling Team)

Criterium Tolbert
- 2007 (AA Drink Cycling Team)

Classifica a punti Tour de Pologne
Criterium Heerenveen
Criterium Geldrop
Criterium Nieuw-Vossemeer
Classifica a punti Ster Zeeuwsche Eilanden
- 2008 (AA Drink Cycling Team)

Ronde van Rijssen
Classifica sprint Emakumeen Euskal Bira
Profronde van Surhuisterveen
prova criterium Grote Prijs Boekel
prova cronometro Grote Prijs Boekel
Classifica generale Grote Prijs Boekel
Campionato distrettuale dell'Olanda orientale, prova a cronometro
- 2009 (Cervélo TestTeam Women)

Classifica a punti Tour of Qatar
Ploegentijdrit Blauwe Stad
Classifica a punti Tour du Grand Montréal
Open de Suède Vargarda TTT (cronosquadre)
Classifica a punti Holland Tour
- 2010 (Cervélo TestTeam Women)

Ronde van Stadshagen
Omloop van de IJsseldelta
Open de Suède Vargarda TTT (cronosquadre)
Campionato distrettuale dell'Olanda orientale, prova a cronometro
Classifica sprint Holland Tour
1000Euro race Brasschraat
- 2011 (AA Drink)

Ronde van Haren
Omloop van het Ronostrand
Parel van de Veluwe
Campionato distrettuale dell'Olanda orientale, prova a cronometro
Ronde van Goor
- 2012 (AA Drink)

Classifica punti Tour of Qatar
Noordwijk Classic
- 2013 (Argos-Shimano)

Classifica a punti Tour of Qatar
Classifica a punti Energiewacht Tour
Ronde van Zuid-Oost Friesland
Noordwijk Classic
Classifica a punti Holland Tour
- 2014 (Team Giant-Shimano)

Classifica a punti Tour of Qatar
Classifica a punti Energiewacht Tour
Campionato distrettuale dell'Olanda orientale, prova in linea
Classifica a punti Tour of Chongming Island
- 2015 (Hitec Products)

Classifica a punti Energiewacht Tour
Classifica a punti Tour of Chongming Island
- 2016 (Hitec Products)

Classifica a punti Tour of Qatar
- 2018 (Wiggle-High5)

Classifica a punti Healthy Ageing Tour
Classifica a punti Tour de Yorkshire
- 2019 (WNT-Rotor Pro Cycling)

Classifica a punti Healthy Ageing Tour
Classifica a punti Tour de Bretagne

### Pista
- 2008

Campionati olandesi, Scratch
- 2009

Vierdaagse van Rotterdam (con Vera Koedooder)
Campionati olandesi, Americana (con Vera Koedooder)
Campionati olandesi, Inseguimento individuale
Vierdaagse van Amsterdam (con Vera Koedooder)
- 2010

Vierdaagse van Rotterdam (con Vera Koedooder)
Campionati olandesi, Corsa a punti
- 2011

1ª prova Coppa del mondo 2011-2012, Inseguimento a squadre (Astana, con Amy Pieters e Ellen van Dijk)
Campionati olandesi, Corsa a punti
Campionati olandesi, Americana (con Ellen van Dijk)
Campionati olandesi, Scratch
Vierdaagse van Rotterdam, Omnium
- 2012

Campionati olandesi, Omnium
Campionati olandesi, Inseguimento individuale
Campionati olandesi, Scratch
Vierdaagse van Rotterdam, Omnium
- 2013

Campionati europei, Corsa a punti
Campionati olandesi, Omnium
Campionati olandesi, Corsa a punti
Campionati olandesi, Inseguimento individuale
Campionati olandesi, Scratch
Vierdaagse van Rotterdam, Omnium
- 2014

Campionati olandesi, Omnium
Campionati olandesi, Corsa a punti
Campionati olandesi, Inseguimento individuale
- 2015

3ª prova Coppa del mondo 2014-2015, Omnium (Cali)
Campionati del mondo, Scratch
Troféu CAR Anadia Portugal, Scratch
Troféu CAR Anadia Portugal, Omnium
Sei giorni delle Rose, Scratch
Irish Grand Prix, Scratch
Irish Grand Prix, Omnium
Campionati olandesi, Americana (con Nina Kessler)
Campionati olandesi, Inseguimento individuale
- 2016

Campionati europei, Corsa a punti
Campionati europei, Corsa a eliminazione
2ª prova Coppa del mondo 2016-2017, Omnium (Apeldoorn)
Campionati olandesi, Inseguimento individuale
Campionati olandesi, Americana (con Nina Kessler)
Campionati olandesi, Scratch
Campionati olandesi, Corsa a punti
- 2017

Belgian Track Meeting, Omnium
Campionati europei, Corsa a eliminazione
1ª prova Coppa del mondo 2017-2018, Omnium (Pruszków)
Troféu Litério Augusto Marques, Scratch
Campionati olandesi, Omnium
Campionati olandesi, Scratch
Campionati olandesi, Americana (con Nina Kessler)
- 2018

5ª prova Coppa del mondo 2017-2018, Corsa a punti (Minsk)
5ª prova Coppa del mondo 2017-2018, Omnium (Minsk)
Campionati del mondo, Scratch
Campionati del mondo, Omnium
Campionati del mondo, Corsa a punti
Sei giorni di Maiorca, Scratch
Sei giorni di Maiorca, Corsa a punti
Campionati europei, Scratch
Campionati europei, Omnium
1ª prova Coppa del mondo 2018-2019, Omnium (Saint-Quentin-en-Yvelines)
4ª prova Coppa del mondo 2018-2019, Omnium (Londra)
Campionati olandesi, Scratch
Campionati olandesi, Corsa a punti
Campionati olandesi, Americana (con Amy Pieters)
- 2019

6ª prova Coppa del mondo 2018-2019, Americana (Hong Kong, con Amy Pieters)
6ª prova Coppa del mondo 2018-2019, Omnium (Hong Kong)
Campionati del mondo, Omnium
Campionati del mondo, Americana (con Amy Pieters)
Giochi europei, Scratch
Giochi europei, Omnium
Campionati europei, Omnium
Campionati europei, Corsa a eliminazione
1ª prova Coppa del mondo 2019-2020, Scratch (Minsk)
1ª prova Coppa del mondo 2019-2020, Americana (Minsk, con Amy Pieters)
2ª prova Coppa del mondo 2019-2020, Omnium (Glasgow)
Campionati olandesi, Omnium
Campionati olandesi, Americana (con Amy Pieters)
- 2020

Troféu Litério Augusto Marques, Omnium
Campionati del mondo, Scratch
Campionati del mondo, Americana (con Amy Pieters)
Piceno Sprint Cup, Scratch
Piceno Sprint Cup, Corsa a punti
Piceno Sprint Cup, Omnium
- 2021

Belgian Track Meeting, Corsa a eliminazione
Belgian Track Meeting, Omnium
Belgian Track Meeting, Corsa a punti
Campionati del mondo, Americana (con Amy Pieters)
3ª prova Champions League, Scratch (Londra)

## Piazzamenti

### Grandi Giri
- Giro d'Italia

2008: 67ª
2009: 61ª
2010: 69ª
2013: 69ª
2017: 102ª
2018: non partita (9ª tappa)
2019: 98ª
2020: 83ª

### Competizioni mondiali

#### Strada
- Campionati del mondo

Salisburgo 2006 - In linea Elite: 89ª
Varese 2008 - Cronometro Elite: 25ª
Melbourne 2010 - In linea Elite: ritirata
Copenaghen 2011 - In linea Elite: 99ª
Limburgo 2012 - Cronosquadre: 3ª
Limburgo 2012 - In linea Elite: 77ª
Toscana 2013 - Cronosquadre: 7ª
Toscana 2013 - In linea Elite: ritirata
Doha 2016 - Cronosquadre: 6ª
Doha 2016 - In linea Elite: 2ª
Innsbruck 2018 - Cronosquadre: 4ª
- Coppa del mondo/World Tour

2008: 7ª
2009: 3ª
2010: 3ª
2011: 8ª
2012: 8ª
2013: 13ª
2014: 5ª
2015: 19ª
2016: 31ª
2017: 15ª
2018: 13ª
2019: 19ª
2020: 175ª
2021: 71ª

#### Pista
- Campionati del mondo

Apeldoorn 2011 - Inseguimento a squadre: 5ª
Apeldoorn 2011 - Omnium: 3ª
Minsk 2013 - Scratch: 5ª
Minsk 2013 - Corsa a punti: 5ª
St Quentin-en-Yvelines 2015 - Corsa a punti: 7ª
St Quentin-en-Yvelines 2015 - Scratch: vincitrice
St Quentin-en-Yvelines 2015 - Omnium: 3ª
Londra 2016 - Scratch: 2ª
Londra 2016 - Omnium: 7ª
Hong Kong 2017 - Scratch: 5ª
Hong Kong 2017 - Corsa a punti: 3ª
Hong Kong 2017 - Omnium: 2ª
Apeldoorn 2018 - Scratch: vincitrice
Apeldoorn 2018 - Omnium: vincitrice
Apeldoorn 2018 - Americana: 2ª
Apeldoorn 2018 - Corsa a punti: vincitrice
Pruszków 2019 - Scratch: 2ª
Pruszków 2019 - Omnium: vincitrice
Pruszków 2019 - Americana: vincitrice
Pruszków 2019 - Corsa a punti: 3ª
Berlino 2020 - Scratch: vincitrice
Berlino 2020 - Omnium: 7ª
Berlino 2020 - Americana: vincitrice
Berlino 2020 - Corsa a punti: 6ª
Roubaix 2021 - Americana: vincitrice
Roubaix 2021 - Corsa a punti: 3ª
- Giochi olimpici

Londra 2012 - Inseguimento a squadre: 6ª
Londra 2012 - Omnium: 6ª
Rio de Janeiro 2016 - Omnium: 6ª
Tokyo 2020 - Omnium: 3ª
Tokyo 2020 - Americana: 4ª

### Competizioni europee
- Campionati europei su pista

Apeldoorn 2011 - Omnium: 3ª
Apeldoorn 2013 - Corsa a punti: vincitrice
Apeldoorn 2013 - Omnium: 2ª
Baie-Mahault 2014 - Corsa a punti: 5ª
Baie-Mahault 2014 - Omnium: 4ª
Grenchen 2015 - Corsa a punti: 7ª
Grenchen 2015 - Scratch: 2ª
Grenchen 2015 - Omnium: 8ª
Grenchen 2015 - Corsa a eliminazione: 4ª
St-Quentin-en-Yv. 2016 - C. eliminazione: vincitrice
St-Quentin-en-Yv. 2016 - Scratch: 3ª
St-Quentin-en-Yv. 2016 - Corsa a punti: vincitrice
St-Quentin-en-Yv. 2016 - Omnium: 2ª
St-Quentin-en-Yv. 2016 - Americana: 3ª
Berlino 2017 - Corsa a eliminazione: vincitrice
Berlino 2017 - Omnium: 2ª
Berlino 2017 - Americana: 3ª
Glasgow 2018 - Scratch: vincitrice
Glasgow 2018 - Corsa a punti: 4ª
Glasgow 2018 - Omnium: vincitrice
Glasgow 2018 - Americana: 3ª
Apeldoorn 2019 - Scratch: 7ª
Apeldoorn 2019 - Corsa a eliminazione: vincitrice
Apeldoorn 2019 - Omnium: vincitrice
Apeldoorn 2019 - Americana: 3ª
- Campionati europei su strada

Herning 2017 - In linea Elite: 7ª
Apeldoorn 2019 - In linea Elite: 6ª
- Giochi europei

Minsk 2019 - Scratch: vincitrice
Minsk 2019 - Corsa a punti: 5ª
Minsk 2019 - Americana: 2ª
Minsk 2019 - Omnium: vincitrice